# Macka B
Macka B (de son vrai nom Christopher MacFarlane) est un chanteur britannique.

## Présentation
Né à Wolverhampton, près de Birmingham de parents jamaïcains immigrés en Angleterre. Macka B a puisé son inspiration dans la musique de U Roy, I Roy, Big Youth et d'autres djs roots. Il se met à écrire ses textes en 1982 après un voyage en Jamaïque qui fut marquant pour sa carrière d'artiste. Macka B accumule les succès et les récompenses. En 1991 et 1992, il reçoit le titre de meilleur DJ Reggae.
Il a participé à l'album Résistances du groupe français Sinsemilia.

## Discographie
- Sign Of The Times (7 titres) 1986
- We've Had Enough! (7 titres) 1987
- Looks Are Deceiving (7 titres) 1989
- Buppie Culture (9 titres) 1989
- Natural Suntan (8 titres) 1990
- Peace Cup (10 titres) 1992
- Jamaica, No Problem (8 titres) 1992
- Roots Ragga Live (14 titres) 1992
- Here Comes Trouble (12 titres) 1993
- Discrimination (12 titres) 1995
- Hold On To Your Culture (9 titres) 1995
- Suspicious (14 titres)  1997
- Roots & Culture (18 titres) 1999
- Global Messenger (14 titres) 2000
- Roots Ragga 2 (Live Again) (14 titres) 01/2002
- By Royale Command  (14 titres)  2003
- Word, Sound & Power (18 titres) 2005
- More Knowledge (15 titres) 2009
- Change the World (16 titres) 2012
- Never Played a 45 (15 titres) 2015
- Health is wealth (16 titres) 2017
- Warrior style (9 titres) 2020
- Gentrification (7 titres) 2020